# Llista d'asteroides/91501–91600
| Nom     | Designació provisional | Data de descobriment | Lloc de descobriment                | Descobridor/s                           |
| ------- | ---------------------- | -------------------- | ----------------------------------- | --------------------------------------- |
| 91501 - | 1999 RW147             | 9 de setembre, 1999  | Socorro                             | LINEAR                                  |
| 91502 - | 1999 RP150             | 9 de setembre, 1999  | Socorro                             | LINEAR                                  |
| 91503 - | 1999 RR150             | 9 de setembre, 1999  | Socorro                             | LINEAR                                  |
| 91504 - | 1999 RZ153             | 9 de setembre, 1999  | Socorro                             | LINEAR                                  |
| 91505 - | 1999 RA158             | 9 de setembre, 1999  | Socorro                             | LINEAR                                  |
| 91506 - | 1999 RC160             | 9 de setembre, 1999  | Socorro                             | LINEAR                                  |
| 91507 - | 1999 RM160             | 9 de setembre, 1999  | Socorro                             | LINEAR                                  |
| 91508 - | 1999 RZ160             | 9 de setembre, 1999  | Socorro                             | LINEAR                                  |
| 91509 - | 1999 RY161             | 9 de setembre, 1999  | Socorro                             | LINEAR                                  |
| 91510 - | 1999 RA162             | 9 de setembre, 1999  | Socorro                             | LINEAR                                  |
| 91511 - | 1999 RJ163             | 9 de setembre, 1999  | Socorro                             | LINEAR                                  |
| 91512 - | 1999 RL165             | 9 de setembre, 1999  | Socorro                             | LINEAR                                  |
| 91513 - | 1999 RG166             | 9 de setembre, 1999  | Socorro                             | LINEAR                                  |
| 91514 - | 1999 RJ166             | 9 de setembre, 1999  | Socorro                             | LINEAR                                  |
| 91515 - | 1999 RR169             | 9 de setembre, 1999  | Socorro                             | LINEAR                                  |
| 91516 - | 1999 RD174             | 9 de setembre, 1999  | Socorro                             | LINEAR                                  |
| 91517 - | 1999 RO175             | 9 de setembre, 1999  | Socorro                             | LINEAR                                  |
| 91518 - | 1999 RJ177             | 9 de setembre, 1999  | Socorro                             | LINEAR                                  |
| 91519 - | 1999 RT180             | 9 de setembre, 1999  | Socorro                             | LINEAR                                  |
| 91520 - | 1999 RK183             | 9 de setembre, 1999  | Socorro                             | LINEAR                                  |
| 91521 - | 1999 RY183             | 9 de setembre, 1999  | Socorro                             | LINEAR                                  |
| 91522 - | 1999 RJ185             | 9 de setembre, 1999  | Socorro                             | LINEAR                                  |
| 91523 - | 1999 RM185             | 9 de setembre, 1999  | Socorro                             | LINEAR                                  |
| 91524 - | 1999 RN187             | 9 de setembre, 1999  | Socorro                             | LINEAR                                  |
| 91525 - | 1999 RA189             | 9 de setembre, 1999  | Socorro                             | LINEAR                                  |
| 91526 - | 1999 RF189             | 9 de setembre, 1999  | Socorro                             | LINEAR                                  |
| 91527 - | 1999 RT189             | 9 de setembre, 1999  | Socorro                             | LINEAR                                  |
| 91528 - | 1999 RV191             | 11 de setembre, 1999 | Socorro                             | LINEAR                                  |
| 91529 - | 1999 RL193             | 13 de setembre, 1999 | Farpoint                            | G. Hug, G. Bell                         |
| 91530 - | 1999 RG194             | 7 de setembre, 1999  | Socorro                             | LINEAR                                  |
| 91531 - | 1999 RH195             | 8 de setembre, 1999  | Socorro                             | LINEAR                                  |
| 91532 - | 1999 RC196             | 8 de setembre, 1999  | Socorro                             | LINEAR                                  |
| 91533 - | 1999 RY199             | 8 de setembre, 1999  | Socorro                             | LINEAR                                  |
| 91534 - | 1999 RC200             | 8 de setembre, 1999  | Socorro                             | LINEAR                                  |
| 91535 - | 1999 RD200             | 8 de setembre, 1999  | Socorro                             | LINEAR                                  |
| 91536 - | 1999 RK201             | 8 de setembre, 1999  | Socorro                             | LINEAR                                  |
| 91537 - | 1999 RG203             | 8 de setembre, 1999  | Socorro                             | LINEAR                                  |
| 91538 - | 1999 RA204             | 8 de setembre, 1999  | Socorro                             | LINEAR                                  |
| 91539 - | 1999 RP204             | 8 de setembre, 1999  | Socorro                             | LINEAR                                  |
| 91540 - | 1999 RH205             | 8 de setembre, 1999  | Socorro                             | LINEAR                                  |
| 91541 - | 1999 RG206             | 8 de setembre, 1999  | Socorro                             | LINEAR                                  |
| 91542 - | 1999 RC207             | 8 de setembre, 1999  | Socorro                             | LINEAR                                  |
| 91543 - | 1999 RJ207             | 8 de setembre, 1999  | Socorro                             | LINEAR                                  |
| 91544 - | 1999 RM207             | 8 de setembre, 1999  | Socorro                             | LINEAR                                  |
| 91545 - | 1999 RT209             | 8 de setembre, 1999  | Socorro                             | LINEAR                                  |
| 91546 - | 1999 RV209             | 8 de setembre, 1999  | Socorro                             | LINEAR                                  |
| 91547 - | 1999 RZ209             | 8 de setembre, 1999  | Socorro                             | LINEAR                                  |
| 91548 - | 1999 RN210             | 8 de setembre, 1999  | Socorro                             | LINEAR                                  |
| 91549 - | 1999 RU210             | 8 de setembre, 1999  | Socorro                             | LINEAR                                  |
| 91550 - | 1999 RW210             | 8 de setembre, 1999  | Socorro                             | LINEAR                                  |
| 91551 - | 1999 RA212             | 8 de setembre, 1999  | Socorro                             | LINEAR                                  |
| 91552 - | 1999 RG213             | 8 de setembre, 1999  | Bergisch Gladbach                   | W. Bickel                               |
| 91553 - | 1999 RD214             | 8 de setembre, 1999  | Observatori Reial de Bèlgica, Uccle | T. Pauwels                              |
| 91554 - | 1999 RZ215             | 8 de setembre, 1999  | Mauna Kea                           | J. X. Luu, C. A. Trujillo, D. C. Jewitt |
| 91555 - | 1999 RE219             | 5 de setembre, 1999  | Kitt Peak                           | Spacewatch                              |
| 91556 - | 1999 RT220             | 5 de setembre, 1999  | Catalina                            | CSS                                     |
| 91557 - | 1999 RW222             | 7 de setembre, 1999  | Catalina                            | CSS                                     |
| 91558 - | 1999 RL226             | 4 de setembre, 1999  | Catalina                            | CSS                                     |
| 91559 - | 1999 RM226             | 4 de setembre, 1999  | Kitt Peak                           | Spacewatch                              |
| 91560 - | 1999 RW226             | 5 de setembre, 1999  | Catalina                            | CSS                                     |
| 91561 - | 1999 RK230             | 8 de setembre, 1999  | Catalina                            | CSS                                     |
| 91562 - | 1999 RM231             | 9 de setembre, 1999  | Anderson Mesa                       | LONEOS                                  |
| 91563 - | 1999 RJ235             | 8 de setembre, 1999  | Catalina                            | CSS                                     |
| 91564 - | 1999 RN235             | 8 de setembre, 1999  | Socorro                             | LINEAR                                  |
| 91565 - | 1999 RK237             | 8 de setembre, 1999  | Catalina                            | CSS                                     |
| 91566 - | 1999 RQ237             | 8 de setembre, 1999  | Catalina                            | CSS                                     |
| 91567 - | 1999 RU239             | 8 de setembre, 1999  | Anderson Mesa                       | LONEOS                                  |
| 91568 - | 1999 RD241             | 11 de setembre, 1999 | Anderson Mesa                       | LONEOS                                  |
| 91569 - | 1999 RX248             | 7 de setembre, 1999  | Socorro                             | LINEAR                                  |
| 91570 - | 1999 RN249             | 8 de setembre, 1999  | Socorro                             | LINEAR                                  |
| 91571 - | 1999 RZ252             | 8 de setembre, 1999  | Socorro                             | LINEAR                                  |
| 91572 - | 1999 RF253             | 8 de setembre, 1999  | Socorro                             | LINEAR                                  |
| 91573 - | 1999 SN2               | 16 de setembre, 1999 | Observatori Reial de Bèlgica, Uccle | T. Pauwels, S. I. Ipatov                |
| 91574 - | 1999 SV2               | 22 de setembre, 1999 | Ondřejov                            | L. Šarounová                            |
| 91575 - | 1999 SS6               | 30 de setembre, 1999 | Socorro                             | LINEAR                                  |
| 91576 - | 1999 SL7               | 29 de setembre, 1999 | Socorro                             | LINEAR                                  |
| 91577 - | 1999 SU8               | 29 de setembre, 1999 | Socorro                             | LINEAR                                  |
| 91578 - | 1999 SK14              | 30 de setembre, 1999 | Catalina                            | CSS                                     |
| 91579 - | 1999 SQ15              | 30 de setembre, 1999 | Catalina                            | CSS                                     |
| 91580 - | 1999 SS15              | 30 de setembre, 1999 | Catalina                            | CSS                                     |
| 91581 - | 1999 SW15              | 30 de setembre, 1999 | Catalina                            | CSS                                     |
| 91582 - | 1999 SF19              | 30 de setembre, 1999 | Socorro                             | LINEAR                                  |
| 91583 - | 1999 SK20              | 30 de setembre, 1999 | Socorro                             | LINEAR                                  |
| 91584 - | 1999 SQ20              | 30 de setembre, 1999 | Socorro                             | LINEAR                                  |
| 91585 - | 1999 SR20              | 30 de setembre, 1999 | Socorro                             | LINEAR                                  |
| 91586 - | 1999 SS23              | 30 de setembre, 1999 | Kitt Peak                           | Spacewatch                              |
| 91587 - | 1999 SD24              | 29 de setembre, 1999 | Catalina                            | CSS                                     |
| 91588 - | 1999 TJ                | 2 d'octubre, 1999    | Prescott                            | P. G. Comba                             |
| 91589 - | 1999 TF1               | 1 d'octubre, 1999    | Višnjan Observatory                 | K. Korlević                             |
| 91590 - | 1999 TA3               | 3 d'octubre, 1999    | Fountain Hills                      | C. W. Juels                             |
| 91591 - | 1999 TJ3               | 4 d'octubre, 1999    | Prescott                            | P. G. Comba                             |
| 91592 - | 1999 TU3               | 2 d'octubre, 1999    | Ondřejov                            | L. Šarounová                            |
| 91593 - | 1999 TF7               | 6 d'octubre, 1999    | Višnjan Observatory                 | K. Korlević, M. Jurić                   |
| 91594 - | 1999 TN8               | 6 d'octubre, 1999    | Višnjan Observatory                 | K. Korlević, M. Jurić                   |
| 91595 - | 1999 TZ9               | 9 d'octubre, 1999    | Prescott                            | P. G. Comba                             |
| 91596 - | 1999 TF11              | 9 d'octubre, 1999    | Fountain Hills                      | C. W. Juels                             |
| 91597 - | 1999 TB13              | 10 d'octubre, 1999   | Oizumi                              | T. Kobayashi                            |
| 91598 - | 1999 TK13              | 11 d'octubre, 1999   | Lime Creek                          | R. Linderholm                           |
| 91599 - | 1999 TQ13              | 10 d'octubre, 1999   | Črni Vrh                            | Črni Vrh                                |
| 91600 - | 1999 TN16              | 13 d'octubre, 1999   | Ondřejov                            | P. Pravec, P. Kušnirák                  |